# Christian Nusser
Christian Nusser (geboren 20. November 1963 in Klagenfurt am Wörthersee) ist ein österreichischer Journalist und Chefredakteur des Online-Portals Newsflix. Er war von 2012 bis 2023 Chefredakteur der österreichischen Gratis-Tageszeitung Heute  und ist Autor des Politikblogs Kopfnüsse.

## Leben
Der Sohn einer Lehrerin wuchs in Klagenfurt auf. Er studierte Politikwissenschaften und Publizistik und wurde 1989 an der Universität Wien mit einer empirischen Untersuchung zur Arbeitssituation der Chronikjournalisten österreichischer Tageszeitungen promoviert. Seit 1984 arbeitet er als Journalist. Zunächst war er als Musik- und Gerichtssaalreporter tätig, unter anderem für die Tageszeitung Kurier.
1995 war er als Gründungs-Chefredakteur für den Launch des Programmmagazins TV-Media verantwortlich – in den darauf folgenden Jahren war er bei unterschiedlichen Medien des Verlegers Wolfgang Fellner als Chefredakteur tätig, häufig bei deren Gründung. Er verantwortete unter anderem den Relaunch des Onlineportals News Online, war Chefredakteur von E-Media und Programmdirektor des Radiosenders Antenne Wien. Von 2007 bis 2012 war er einer der Chefredakteure des täglichen Boulevardblatts Österreich.
Von 2012 bis Ende September 2023 war er Chefredakteur der Wiener Gratis-Tagesezeitung Heute.  Dort betreibt er unter anderem den täglichen, satirischen Polit-Blog „Kopfnüsse“.
In der sogenannten Inseraten-Affäre kritisierte er 2023 Eva Dichand, die Herausgeberin der Zeitung Heute, wegen ihrer in Privatnachrichten an ÖVP-Politiker getätigten Aussagen.
Im Zuge der Zusammenlegung der Redaktionen von heute.at und Heute löste ihn der bisherige Online-Chefredakteur Clemens Oistric als Gesamt-Chefredakteur ab. Nusser verblieb im Heute-Verlag und übernahm dort als Gründungs-Chefredakteur das Bezahl-Portal Newsflix, auf dem seither der Blog „Kopfnüsse“ erscheint.
Als Co-Autor verfasste er Bücher mit Arabella Kiesbauer, Waris Dirie und anderen.
Seit 2022 ist Nusser Mitglied im ersten Senat des Österreichischen Presserates.
Er ist verheiratet und hat drei Söhne.

## Werke
- „Lokalisten" an der Arbeit“. Eine empirische Untersuchung zur Arbeitssituation der Chronikjournalisten österreichischer Tageszeitungen. Universität Wien, Dissertation, 1989.
- mit Arabella Kiesbauer: Mein afrikanisches Herz. Pendo Verlag, September 2007, ISBN 3-86612-132-6.
- mit Waris Dirie und Corinna Milborn: Schmerzenskinder. Marion von Schröder, Berlin 2005, ISBN 3-547-71067-7; Ullstein, Berlin 2006, ISBN 3-548-36886-7.
- mit Waris Dirie: Brief an meine Mutter. Ullstein, Berlin 2007, ISBN 978-3-550-07876-7; ebd. 2008, ISBN 978-3-548-37219-8.
- In der Not frisst der Teufel Lügen. Roman. AHVV Verlag, Wien 2019, ISBN 978-3-200-06481-2.